# Panenka-strafschop

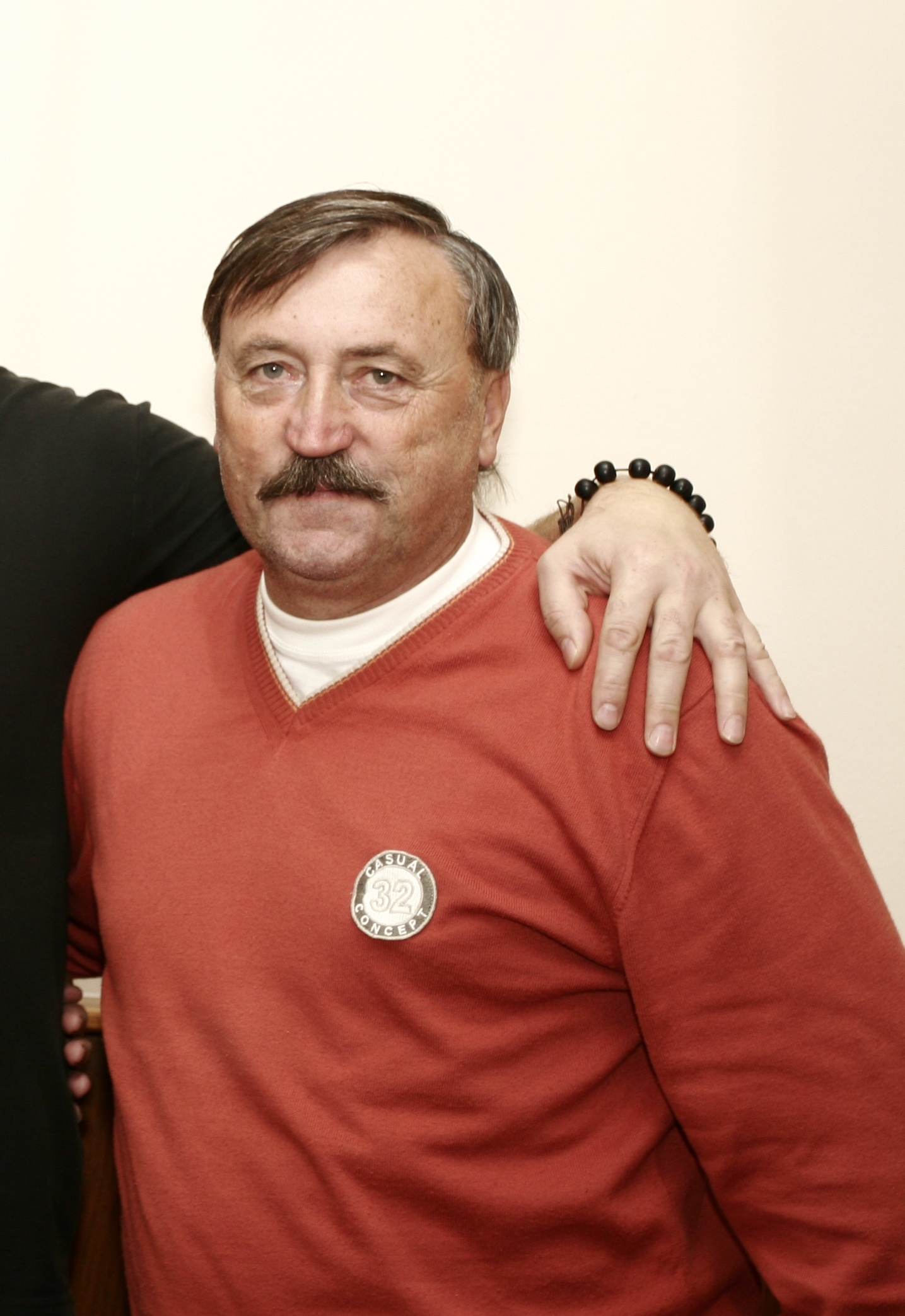
De bedenker van de Panenka, Tsjechoslowaakse speler Antonín Panenka in 2009.

De panenka-strafschop of kortweg de panenka is een bijzondere strafschop uit het voetbal. Deze is genoemd naar zijn bedenker, de Tsjechoslowaakse speler Antonín Panenka. Panenka scoorde met deze techniek de winnende goal in de penaltyserie van de finale van het EK voetbal 1976 tegen West-Duitsland.

## Beschrijving
Bij een panenka-strafschop wordt gedaan alsof de bal op de gewone manier genomen gaat worden, maar wordt er uiteindelijk een zachte stift gegeven, vaak over de al gedoken keeper heen. Dit vergt veel lef; als de keeper er niet in trapt, kan hij de bal eenvoudig pakken. Datzelfde geldt als er toch te zacht wordt geschoten. Als er te hard wordt geschoten, gaat het effect verloren.

## Beroemde panenka's
- Francesco Totti in de halve finale tegen Nederland op het EK 2000[2]
- Zinedine Zidane in de finale van het WK 2006
- Andrea Pirlo in de kwartfinale van het EK 2012
- Sergio Ramos in de halve finale van het EK 2012
- Memphis Depay in de wedstrijd tegen Frankrijk tijdens de UEFA Nations League 2018/19
- Lionel Messi maakte de 700ste goal uit zijn carrière met een Panenka-strafschop voor FC Barcelona in de wedstrijd tegen Atlético Madrid op 30 juni 2020
- Achraf Hakimi met Marokko tegen Spanje in de achtste finale van het Wereldkampioenschap voetbal 2022

## Vernoemingen
Tijdens het EK voetbal in 2016 bracht de Belgische openbare omroep VRT een avondprogramma uit dat de actualiteit van de dag in het kampioenschap besprak met de naam 'Panenka!', als eerbetoon aan de panenka-strafschop, indertijd ook op een Europees Kampioenschap Voetbal gegeven.
In Nederland wordt met toestemming van Antonín Panenka een kwartaalblad met de naam Panenka Magazine uitgegeven, handelend in de geest van Panenka, gevuld met randzaken over fan-cultuur, stadionbeleving en de voetbalcultuur in het algemeen.